# Онфруа Отвільський
Онфруа Отвільський (фр. Onfroi de Hauteville помер у серпні 1057 року), також відомий як Абеляр — третій нормандський граф Апулії з родини Отвілів. Він успадкував посаду від свого брата Дрого.

## Життя
Онфруа був сином Танкреда Отвільського від його першої дружини Муріелли. Гоффредо Малатерра записує його як третього сина після Вільгельма та Дрого, тоді як Ромуальд Гуарна записує його як п'ятого, після Серло, Джеффрі, Дрого та Вільяма. Незважаючи на це, малоймовірно, що Онфруа був старшим за Серло, оскільки Серло залишився в Нормандії, щоб успадкувати майно свого батька, тоді як Онфруа вирушив до Південної Італії.
Оскільки Танкред мав багато синів, а його майна не вистачало, щоб задовольнити їх усіх, Онфруа та багато його братів невдовзі були змушені шукати щастя в іншому місці.

### Перші роки в Південній Італії
Гоффредо Малатерра та Аматус з Монтекассіно вказують, що Онфруа вирушив до Південної Італії разом зі своїми братами Вільгельмом та Дрого приблизно в 1035/7 році, щоб стати найманцями нормандця Райнульфа Дренго, графа Аверси. Шаландон, однак, вважає, що він пішов за своїми братами значно пізніше, десь між 1043 і 1045 роками, оскільки він не згадується в переліку нормандців, які обрали його брата Вільгельма Залізнорукого першим графом у 1042 році.
У будь-якому разі, у 1042 році брата Онфруа, Вільгельма, було обрано графом Апулії. У 1046 році його наступником став Дрого, який наприкінці того ж року дарував Онфруа сеньйорію Лавелло. У 1048 році, під час воєнних дій між норманами та візантійцями, Онфруа також завоював Трою та Ваккаріцу, і він допоміг своєму молодому зведеному братові Роберту Гвіскару, який щойно прибув до Південної Італії, оселитися.

### Граф Апулії
Його правління почалося на тлі лих, які поклали край правлінню його брата. Онфруа жорстоко покарав підбурювачів убивства свого брата, особливо головного вбивцю. Багато нормандських лицарів повстали та грабували папські землі. Гваймар IV Салернський підтримав спадкоємство Онфруа, але невдовзі його було вбито. Папа Лев IX організував коаліцію проти норманів і рушив на південь. 18 червня 1053 року війська папи та норманів зійшлися в Битві біля Чівітате. Онфруа очолив армії Отвілів (за допомогою свого молодшого зведеного брата Роберта Гвіскара) та Дренго (за допомогою Річарда Дренго) проти об'єднаних сил папства та Священної Римської імперії. Нормандці знищили папську армію та захопили Папу Римського, якого вони ув'язнили в Беневенто, захоплення якого їм було дозволено імператором у 1047 році. Папу Льва IX було звільнено лише 12 березня 1054 року, невдовзі перед його смертю. У 1053 році Онфруа також прийняв своїх трьох братів, рідного Жоффруа та зведених по батьку Може та молодшого Вільгельма, після їхнього прибуття до Італії. Він дарував Можеру Капітанатське графство, а Вільгельму — Принципатське графство.
Після перемоги під Чивітатою нормандці під керівництвом Онфруа скористалися сильно ослабленим папством для подальших завоювань. До кінця 1055 року Онфруа захопив Орію, Нардо та Лечче. Тим часом Роберт Гвіскар, герой Чівітате, завоював Мінервіно-Мурдже, Отранто та Галліполі, перш ніж Онфруа відправив його назад до Калабрії, побоюючись його зростаючої влади та впливу. Після смерті Онфруа в 1057 році (або 1056 році, згідно з деякими джерелами), наступним графом Апулійським став Роберт. Хоча Онфруа доручив Гвіскару опіку над своїми малолітніми синами, але Гвіскар конфіскував їхні земельні володіння і сам став наступним графом Апулії.

## Родина
Онфруа одружився з Гайтельгрімою, дочкою Гваймара III, яку Аматус Монтекассінський називає сестрою герцога Соррентського. Часто стверджується, що ця Гайтельгріма була тією ж Гайтельгрімою із Салерно, вдовою його брата Дрого; однак це неможливо. У Онфруа та Гайтельгріми було четверо синів:
- Джеффрі
- Жоселін
- Абеляр
- Герман

Ми також знаємо, що у них була дочка, оскільки Аматус з Монтекассіно записує, що Роберт Гвіскар переслідував «Абеляра та Граділона, чоловіка його сестри» після повстання першого в 1078 році.